# 华夏地块

石炭纪转换到二叠纪时（约 3 亿年前）的华夏地块（粉红色）

华夏地块是指扬子克拉通东南缘、江南造山带以南的中国华南的大陆，可能还包括“沉入”东海和南海的陆块。地块(block)是一个地理上的概念，没有确定的地质含义和时间概念，并非对应于“古陆”。因此华夏地块概念是对该地区其他有争议的“华夏古陆”、“华夏板块”、“华南褶皱带”等命名的一个替代性的、目前通用的术语。

## 地质概况
华夏地块是华南板块的一部分，位于扬子克拉通的东南侧，呈北东向展布。两个地块的分界线在东北部较为清楚（以江山-绍兴断裂带为界），而在中部和西南部则不太清楚。通常以江南造山带的南缘为界，大致东西向横切江西中部与湖南中部、沿雪峰山脉呈南北向、桂西北。
随着地质年代学研究成果的进展，现在已经认识到扬子克拉通非常古老，其深部有一个至少29.5亿年前的新太古代结晶基底。在扬子克拉通南侧的江南造山带，发育大量形成于8.2-8.3亿年前新元古代具有弧特征的基性岩浆和花岗质岩浆活动，说明扬子克拉通南缘发生大洋俯冲和弧-陆碰撞类型的地壳增生。
华夏地块的东部，包括浙南、闽北、赣东，被称为“武夷山地区”，由地质年代学的研究推断深部具有一个太古宙基底，因此是一个古陆(指中元古代之前形成的陆块)残留的块体，称之为武夷古陆或武夷微古陆。显然该微古陆与扬子克拉通的8.2亿年前的碰撞，产生了二者之间明显的江山-绍兴断裂带分界线。
华夏地块的中、西部是南岭地区和云开地区，主要为5.3-6.5亿年前晚新元古代沉积物，内含少量更古老的物质，研究表明这些古老物质可能来源于东印度和东南极地块，即在晚新元古代—早古生代时期，华夏地块很可能位于冈瓦那大陆靠近东印度和东南极地块的地区。南岭-云开地区未发现古陆存在证据，可能是该地区在新元古代-早古生代成为沉积盆地，接受临近陆块的陆源碎屑物。
综合推断，新元古代以前的华夏古陆，随着7.5亿年前罗迪尼亚超大陆分裂时裂解，形成了武夷微古陆和其间的裂谷盆地。中、西部盆地接受了邻近的东印度和东南极陆块的陆源碎屑物，东部盆地接受了武夷微古陆的陆源碎屑物。在4亿多年前的加里东造山运动这些盆地隆起、褶皱形成一个新的大陆———华夏地块。